# Smith & Wesson Model 36
O Smith & Wesson Model 36, também conhecido como Chief's Special, é um revólver projetado para o cartucho .38 Special. É um dos vários modelos de revólveres baseado no quadro padrão "J-frame". Foi introduzido em 1950 e ainda está em produção com os acabamentos: azulado Model 36 clássico e em aço inoxidável Model 637 "Airweight".

## Histórico
O Model 36 foi projetado logo após a Segunda Guerra Mundial, quando a Smith & Wesson parou de produzir para o esforço de guerra e retomou a produção normal. Para o Model 36, eles procuraram projetar um revólver que pudesse disparar os mais poderosos cartuchos .38 Special (em comparação com o .38 Long Colt ou o .38 S&W) em um corpo pequeno. Como o quadro "I-frame" antigo não foi capaz de lidar com esses requisitos, um novo quadro foi projetado, o corpo padrão "J-frame".
Esse novo desenho foi introduzido na convenção da International Association of Chiefs of Police (IACP) em 1950 e foi recebido favoravelmente. Foi realizada uma votação para batizar o novo revólver e o nome "Chiefs Special" venceu. Um projeto de versão de 3 polegadas (76 mm) de cano entrou em produção imediatamente, devido à alta demanda. Estava disponível em acabamento azulado) ou (niquelado. Foi produzido como o "Chiefs Special" até 1957, quando se tornou o Model 36. O "Chiefs Special" continuou a ser fabricado como uma variante separada.

## Usuários
- Japão:[4][5]
- Malásia:
- Malta:
- Noruega:
- Coreia do Sul:
- Estados Unidos: